# Густав Флатов
Густав Флатов (Кошћежина, 7. јануар 1875. — Терезијенштат, 29. јануар 1945) је био немачки гимнастичар, који је учествовао на првим Олимпијским играма 1896 у Атини.
Освојио је две златне медаље у екипној конкуренцији са репрезентацијом Немачке, у дисциплинама вратило и разбој. У обе дисциплине екипу су сачуњавали:Фриц Хофман, Конрад Бекер, Алфред Флатов, Густав Флатов, Георг Хилмар, Фриц Мантојфел, Карл Нојкирх, Рихард Рештел, Густав Шуфт, Карл Шуман и Херман Вајнгертнер.
У појединачној конкуренцији учествовао је у дисциплинама вратило, разбој, коњ са хватаљкама, прескок и кругови, али у тим дисциплинама није успео да освоји медаљу. Наступао је и на Олимпијским играма 1900. у Паризу, где је у појединачном вишебоју поделио 102. место.
Његов рођак, Алфред је такође био успешан гимнастичар.
Гимнастиком је престао да се бави, да би могао да управља текстилном компанијом, коју је основао 1899. Флатов је био Јевреј. Бежећи пред нацистичким прогоном, 1938. одлази у Холандију. Након немачке окупације Холандије успешно се скривао од нациста, све до 31. децембра 1942. године, када бива ухапшен и пребачен у концентрациони логор Терезијенштат, у Чехословачкој. Његов рођак, Алфред је нешто раније преминуо у истом концентрационом логору. И Густава је задесила иста судбина. Преминуо је од глади 29. јануара 1945. године.
Улица и спортска хала у Берлину добили су име по њему и његовом рођаку Алфреду. Поводом стогодишњице модерних олимпијских игара издата је поштанска марка са његовим ликом.

## Галерија
- Пригодна поштанска марка поводом 100 година Првих олимпијских игара 1896. са ликовима Алфреда и Густава Флатова
- Спомен плоча на Спортској хали у Берлину која носи име Алфреда и Густава Флатова